# Consejo de Iglesias en Namibia
El Consejo de Iglesias de Namibia (CCN) es una organización ecuménica en Namibia. Sus iglesias miembros representan en conjunto 1,5 millones de personas, el 90% de la población de Namibia. Es miembro de la Comunidad de Consejos Cristianos de África del sur.
El CCN tiene sus raíces en el Centro Cristiano, que se estableció en 1975 "como un lugar de encuentro ecuménico para los trabajadores negros en Windhoek", con el propósito de "hablar con una voz unida contra la injusticia en nombre de los que no tienen voz; e iniciar proyectos de ayuda para los pobres", pero su verdadero objetivo era establecer el Consejo de Iglesias en Namibia, lo que ocurrió en 1978. Antes de la independencia de namibia, el CCN se pronunció contra la represión y el racismo en el régimen del apartheid, y fue "particularmente franco en su denuncia de la introducción por parte de Sudáfrica del reclutamiento de todos los jóvenes en Namibia".
Desde su independencia, el Consejo de Iglesias de Namibia ha participado en actividades humanitarias, como la ayuda a los prisioneros políticos y el tratamiento de los problemas del hambre y la sequía. El Consejo de Iglesias de Namibia es una organización paraguas en la que todas sus iglesias miembros son autónomas e independientes. Se considera a sí misma como un "organismo facilitador" para crear una "plataforma de diálogo sobre diferentes temas".

## Membresía
Hubo cinco miembros fundadores:
- Iglesia Episcopal Metodista Africana (AME)
- Diócesis Anglicana de Namibia
- Iglesia Evangélica Luterana en Namibia (ELCIN)
- Iglesia Metodista del Sur de África (MCSA)
- Iglesia católica

Desde entonces, ocho denominaciones se han unido al CCN: 
- Iglesia Reformada Holandesa en Namibia.
- Iglesia Evangélica Luterana en la República de Namibia
- Iglesia Evangélica Luterana de habla alemana en Namibia (GELK)
- Iglesia de la Unidad Protestante
- Iglesia Renana en Namibia
- Iglesia Congregacional Unida de África del Sur
- Iglesia Metodista Unida en Namibia
- Unificación de la Iglesia Reformada en el África Meridional

La Iglesia Ortodoxa Copta es un miembro asociado, mientras que las Iglesias Reformadas en Sudáfrica, la Misión de Fe Apostólica de Namibia , la Iglesia Protestante Pentecostal , el Instituto Ecuménico de Namibia y la Asociación Cristiana de Mujeres Jóvenes son miembros observadores.